# Белоручка
Белоручка — река в России, протекает по Боровичскому району Новгородской области. Устье реки находится в 2 км от устья реки Быстрица напротив посёлка Раздолье у северо-восточной границы города Боровичи по правому берегу. Длина реки составляет 7 км, площадь водосборного бассейна — 11,1 км².
На реке стоит деревня Папорть Перёдского сельского поселения.

## Данные водного реестра
По данным государственного водного реестра России относится к Балтийскому бассейновому округу, водохозяйственный участок реки — Мста без р. Шлина от истока до Вышневолоцкого г/у, речной подбассейн реки — Волхов. Относится к речному бассейну реки Нева (включая бассейны рек Онежского и Ладожского озера).
Код объекта в государственном водном реестре — 01040200212102000020803.